# 大吻頦齒魚
大吻頦齒魚，為管肩魚科的其中一種，為深海魚類，分布於大西洋、印度洋與西北太平洋海域，深度980-2100公尺，體長可達32.2公分，棲息在底層水域，生活習性不明。

## 扩展阅读
維基物種上的相關：大吻頦齒魚